# Stanley G. Weinbaum

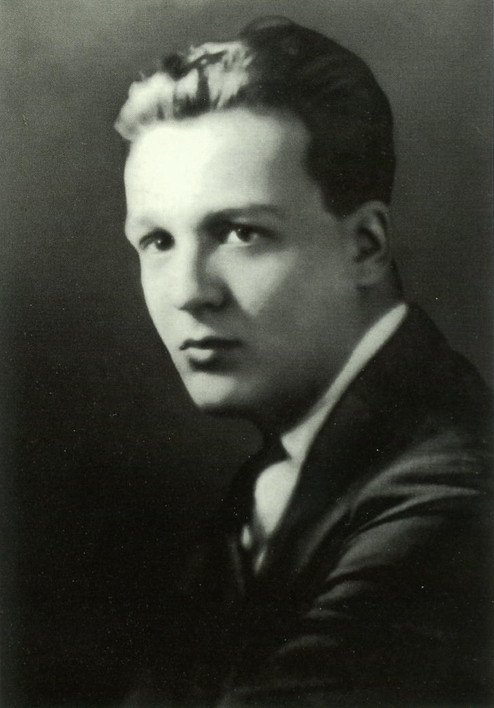
Stanley G. Weinbaum

Stanley Grauman Weinbaum (* 4. April 1902 in Louisville (Kentucky); † 14. Dezember 1935 in Milwaukee (Wisconsin)) war ein US-amerikanischer Science-Fiction-Autor. Obwohl er nur kurze Zeit als Autor aktiv war, hatte er einen starken Einfluss auf die Science Fiction. Besonders die Kurzgeschichte Eine Mars-Odyssee wird heute noch zu den Besten des Genres gerechnet.

## Leben
Stanley G. Weinbaum wurde 1902 in Louisville (Kentucky) geboren und wuchs in Milwaukee auf. Er studierte an der University of Wisconsin Chemie. Als er aufgrund einer Wette anstelle eines Freundes eine Prüfung geschrieben hatte, was kurz darauf entdeckt wurde, verließ er 1923 die Hochschule ohne Abschluss. Bald danach begann er zu schreiben, zunächst zwei Romane, eine Romanze und eine Operette, fand aber nur für die Romanze einen Verleger. Anfang der 1930er Jahre schloss er sich der Science-Fiction-Fangruppe Milwaukee Fictioneers um den Autor Ralph Milne Farley an. Unter dessen Einfluss wandte sich Weinbaum den Pulp-Magazinen zu. Gleich seine erste Geschichte Eine Mars-Odyssee, die 1934 in Wonder Stories erschien, wurde ein großer Erfolg. In kurzer Folge erschienen noch weitere elf Stories, bis Weinbaum am 14. Dezember 1935 an Kehlkopfkrebs starb.
Stanley Weinbaum war verheiratet mit Margaret H. Kay, die nach seinem Tod seine übrigen Werke herausbrachte und 1994 seinen Nachlass an die Temple University in Philadelphia übergab.
Seine Kurzgeschichte Die äußerste Stufe der Anpassung wurde 1957 von Kurt Neumann unter dem Titel She Devil verfilmt.
1973 wurde ihm zu Ehren ein Krater auf dem Mars benannt, der sich direkt neben einem nach Robert A. Heinlein benannten Krater befindet. Ein Asteroid wurde 2010 nach Weinbaum benannt. Er trägt den Namen (196540) Weinbaum.
2008 erhielt er postum den Cordwainer Smith Rediscovery Award für vergessene oder nicht mehr hinreichend gewürdigte Science-Fiction-Autoren.

## Bibliografie
Romane
- The Lady Dances (1933, Buchausgabe 2007)
- The Black Flame (1939)
  - Deutsch: Experimente mit Detanol. Pabel (Utopia Zukunftsroman #285), 1961. Auch als: Die schwarze Flamme. Heyne Science Fiction & Fantasy #3387, 1974
- The New Adam (1939)
  - Deutsch: Der Neue Adam. Heyne Science Fiction & Fantasy #3542, 1977, ISBN 3-453-30435-7.
- The Dark Other (1950)
  - Deutsch: Der dunkle Doppelgänger. Heyne Science Fiction & Fantasy #3424, 1975, ISBN 3-453-30314-8.

Sammlungen
- Dawn of Flame - The Weinbaum Memorial Volume (1936)
- The Black Flame (1948)
- A Martian Odyssey and Others (1949)
- The Red Peri (1952)
- A Martian Odyssey (1962)
  - Deutsch: Mars-Odyssee. Heyne Science Fiction & Fantasy #3168, 1970.
- A Martian Odyssey and Other Science Fiction Tales (1974)
- The Best of Stanley G. Weinbaum (1974, auch als A Martian Odyssey and Other Stories, 1977)
  - Deutsch: Die besten Stories von Stanley G. Weinbaum. Moewig (Playboy Science Fiction #6710), 1980, ISBN 3-8118-6710-5.
- Lunaria and Other Poems (1988)
- The Martian Odyssey and Other SF (2008)
- A Martian Odyssey: Stanley G. Weinbaum’s Worlds of If (2008)
- Collected Public Domain Works of Stanley G. Weinbaum (2009)
- Stanley Weinbaum Resurrected (2011)
- The 27th Golden Age of Science Fiction Megapack (2015)

Deutsche Zusammenstellung:
- Die Welten des Wenn : Klassische Science-fiction-Erzählungen. Verlag Das Neue Berlin, 1988, ISBN 3-360-00182-6.

The Collected Science Fiction and Fantasy of Stanley G. Weinbaum:
- 1 Interplanetary Odysseys (2006)
- 2 Other Earths (2006)
- 3 Strange Genius (2006)
- 4 The Black Heart (2006)

Kurzgeschichten
Wird bei Kurzgeschichten als Quelle nur Titel und Jahr angegeben, so findet sich die vollständige Angabe bei der entsprechenden Sammelausgabe.
1. Planeten Serie
- A Martian Odyssey (1934)
  - Deutsch: Mars-Odyssee. Übersetzt von Walter Brumm. In: Mars-Odyssee. 1970. Auch als: Eine Mars-Odyssee. Übersetzt von Yoma Cap. In: Robert Silverberg, Wolfgang Jeschke (Hrsg.): Titan 6. Heyne Science Fiction & Fantasy #3558, 1977, ISBN 3-453-30452-7. Auch als: Eine Mars-Odyssee. Übersetzt von Leni Sobez. In: Die besten Stories von Stanley G. Weinbaum. 1980.
- Valley of Dreams (1934)
  - Deutsch: Das Tal der Träume. In: Die besten Stories von Stanley G. Weinbaum. 1980.
- Flight on Titan (1935, auch als A Man, a Maid, and Saturn’s Temptation, 1935)
  - Deutsch: Auf dem Titan. Edition TES (BunTES Abenteuer #29), 2015.
- Parasite Planet (1935)
  - Deutsch: Der Parasiten-Planet. In: Die besten Stories von Stanley G. Weinbaum. 1980.
- The Lotus Eaters (1935)
  - Deutsch: Die Lotusesser. Übersetzt von Otto Schrag. In: Gotthard Günther (Hrsg.): Überwindung von Raum und Zeit. Rauch (Rauchs Weltraum-Bücher #3), 1952. Auch als: Die Lotosesser. Übersetzt von Walter Brumm. In: Mars-Odyssee. 1970. Auch als: Die Lotusesser. Übersetzt von Leni Sobez. In: Die besten Stories von Stanley G. Weinbaum. 1980.
- The Planet of Doubt (1935)
  - Deutsch: Planet der Illusionen. Edition TES (BunTES Abenteuer #39), 2017.
- The Red Peri (1935)
  - Deutsch: Die rote Peri. Edition TES (BunTES Abenteuer #35 und #36), 2016.
- The Mad Moon (1935)
  - Deutsch: Der irre Mond. In: Die besten Stories von Stanley G. Weinbaum. 1980.
- Redemption Cairn (1936)
  - Deutsch: Der rettende Steinmann. In: Die besten Stories von Stanley G. Weinbaum. 1980.
- Tidal Moon (1938, mit Helen Weinbaum)

2. Van Manderpootz Serie
- The Ideal (1935)
  - Deutsch: Das Ideal. In: Die besten Stories von Stanley G. Weinbaum. 1980.
- The Worlds of If (1935)
  - Deutsch: Die Welten des Wenn. In: Die besten Stories von Stanley G. Weinbaum. 1980. Auch als: Die Welten des Wenn. In: Utopia Großband 120, Erich Pabel Verlag, Rastatt, 1960.
- The Point of View (1936)
  - Deutsch: Eine Frage der Sicht. Edition TES (BunTES Abenteuer #57), 2023.
- The Challenge from Beyond (1935, Teil 1 (von 5) einer  Round-Robin-Geschichte, weitere Autoren waren Donald Wandrei, Edward E. Smith, Harl Vincent und Murray Leinster)
  - Deutsch: Die Herausforderung aus dem Jenseits in Eine Frage der Sicht. Edition TES (BunTES Abenteuer #57), 2023.

(Hier heißt van Manderpootz Thaddeus Crabbe, sein Assistent Jerry Blake. Weinbaum wählte dieselbe Konstellation wie in den anderen van-Manderpotz-Geschichten.)
3. sonstige SF-Geschichten
- Pygmalion’s Spectacles (1935, online)
  - Deutsch: Pygmalions Brille. In: Die besten Stories von Stanley G. Weinbaum. 1980.
- The Adaptive Ultimate (1935, auch als John Jessel)
  - Deutsch: Die letzte Anpassung. Übersetzt von Walter Brumm. In: Mars-Odyssee. 1970. Auch als: Die äußerste Stufe der Anpassung. Übersetzt von Leni Sobez. In: Die besten Stories von Stanley G. Weinbaum. 1980. Auch als: Die äußerste Anpassung. In: Die Welten des Wenn. 1988.
- Dawn of Flame (1936)
  - Deutsch: Der Flamme Morgenröte In: Die schwarze Flamme. 1974.
- Smothered Seas (1936, mit  Ralph Milne Farley)
- Proteus Island (1936)
  - Deutsch: Insel des Proteus. In: Mars-Odyssee. 1970. Auch als: Die Insel des Proteus. Das neue Abenteuer #366, 1977. Auch als:  Die Proteus-Insel. In: Die Welten des Wenn. 1988.
- The Circle of Zero (1936)
  - Deutsch: Der Kreis der Null In: Die Welten des Wenn. 1988.
- Graph (1936)
- The Brink of Infinity (1936)
  - Deutsch: Der Rand der Unendlichkeit. In: Mars-Odyssee. 1970.
- Shifting Seas (1937)
  - Deutsch: Meere im Wandel. In: Einsteins Schaukel. Edition Phantasia, Bellheim, 2014.
- Revolution of 1950 (1938, mit  Ralph Milne Farley, auch als Revolution of 1960 und The Dictator)

4. Kriminalgeschichten
Die Kriminalgeschichten wurden posthum in Krimimagazinen veröffentlicht.
- Yellow Slaves (1937, mit Ralph Milne Farley)
- The Green Glow of Death (original: Murder on the High Seas) 1957
- The King’s Watch (1994) (Variante von The Green Glow of Death)

## Adaptionen
Film
- She Devil (1957), Regie: Kurt Neumann, Vorlage: The Adaptive Ultimate

Davor wurde die Story The Adaptive Ultimate dreimal für das Fernsehen verfilmt:
- 1949: Episode Kyra Zelas der Fernsehserie Studio One
- 1952: Episode The Miraculous Serum der Fernsehserie Tales of Tomorrow
- 1955: Episode Beyond Return der Fernsehserie Science Fiction Theatre

Hörspiel
- Die Lotosesser (Bayerischer Rundfunk/Süddeutscher Rundfunk, 1978, Laufzeit: 48 Minuten), Regie: Dieter Hasselblatt